# 一目
| ウィキペディアには「一目」という見出しの百科事典記事はありません（タイトルに「一目」を含むページの一覧/「一目」で始まるページの一覧）。 代わりにウィクショナリーのページ「一目」が役に立つかもしれません。 |